# ITunes Store

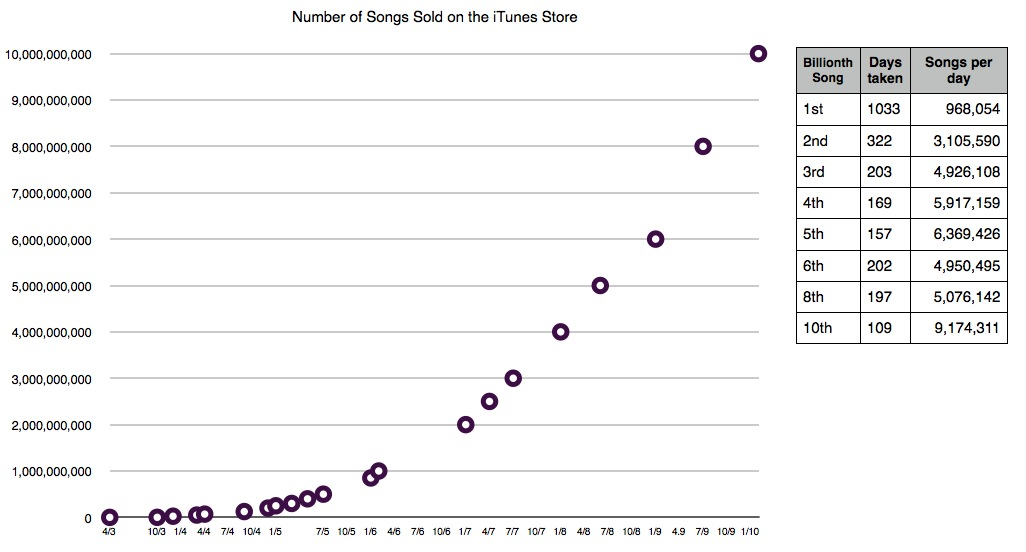
2003—2010年间的iTunes歌曲销售趋势

iTunes Store是一個以專屬軟體為界面的數位媒體網路商店，由蘋果公司負責營運。在2003年4月28日以iTunes Music Store之名開幕，接著在2008年4月成為美國最受歡迎的音樂銷售商，之後更在2010年2月成為全世界最受歡迎的音樂商店。商店內現提供超過2,800萬種音樂、影片和應用程式（apps）。iTunes Store在2011年第一季的營收達到近14億美元；至2011年10月4日為止，已有超過160億首歌曲從iTunes Store中銷售出去。
雖然大部分的下載項目最早都有包含由FairPlay進行限制的使用範圍，但iTunes Store隨後在大多數的國家改為銷售無數位版權保護的音樂檔案，並以iTunes Plus作為行銷名稱。在2009年1月6日，蘋果宣佈已移除美國商店內八成音樂檔案的數位內容權利管理限制（DRM）。iTunes Plus的全面化推廣於2009年4月7日在美國商店完成，伴隨著推出三段式的定價系統；然而，電視節目、許多書籍和電影依然受到FairPlay的保護。至2012年5月止，已有超過3.15億個行動裝置使用iTunes Store，包括iPod、iPhone和iPad。

## 特色與限制

### 售價
從iTunes Store推出起，所有歌曲都以相同價格銷售，使用者也不需負擔任何訂閱費用（與同期存在的大多數線上音樂商店收取月費的做法不同）。商店中的音樂以進階音訊編碼（AAC）格式儲存，其為MP3的後繼格式。受數位內容權利管理（DRM）保護的歌曲的位元率為每秒128 kbit。在2009年1月舉行的Macworld Expo上，蘋果宣佈未來iTunes Store中的音樂都將以無DRM保護的方式銷售，並採用較高品質的每秒256 kbit位元率。在初期，這樣被稱為「iTunes Plus」的銷售模式僅適用來自EMI和部分獨立廠牌的歌曲。在購買歌曲之前，可免費聆聽其中的90秒作為預覽。
長篇電影和電視節目則提供購買。電影的售價大多低於該片的DVD版本，而電視節目每集的售價則約為歌曲的兩倍。
iTunes Store曾銷售過供部分iPod機種使用的遊戲軟體，這些遊戲的售價售價皆不同。iTunes Store現在也銷售能在iOS裝置上執行的應用程式（app），這些應用程式俱有不同的功能（例如遊戲、地圖、電影時刻...等）。某些應用程式需要付費下載（稱為付費App），有些則為免費（稱為免費App）。開發者可自行決定軟體的售價。當使用者下載應用程式後，營收中的七成歸開發者所有，三成由蘋果公司抽取。
在2008年的Macworld演說中，時任蘋果執行長的史蒂夫·賈伯斯介紹了iTunes電影租賃服務。在DVD推出的當天（或更早）電影就會在iTunes Store中提供租賃。這些影片可在開始播放後的24小時內進行不限次數的觀賞。電影租賃服務並非在每個國家都有提供。

### 每週促銷
iTunes Store在每週都會提供一至三首歌曲供已登入會員的使用者下載。免費歌曲會在每星期二開始提供，並維持免費下載直到下個星期二。某些歌手可選擇提供部分歌曲供免費下載。這個促銷並非在所有國家的商店中都提供。某些iTunes Store中的電視節目也開始用同樣的方式推廣。某些電視台會讓特定電視節目的首集可免費下載。iTunes Store也在每週提供一部免費的音樂錄影帶下載，以及每週一部的低價電影租賃促銷。

### iOS中的iTunes Store
iTunes Store可讓使用者透過蘋果的行動裝置下載數位內容，例如iPhone、iPad和iPod Touch。最早行動使用者需要連結到Wi-Fi無線網路才可進入商店內，當時稱為iTunes Wi-Fi Store。然而，在2009年的Macworld上，蘋果推出iOS軟體更新，可讓3G和EDGE網路使用者連結完整的iTunes Store，並下載小於10 MB的檔案。在iOS 3.0中蘋果加入了下載電影、電視影集、有聲書和鈴聲至行動裝置的功能。在2010年2月，蘋果將3G網路的下載限制由10 MB提高為20 MB，接著更進一步在2012年3月調升為50 MB。

### 顧客支援
蘋果透過Apple Care提供iTunes Store的顧客電話支援；《Slate》雜誌也曾找出了電話客服專線。大多數的客戶服務都是在網路上處理完成。

## 背景
iTunes Store（當時稱為「iTunes Music Store」）在2003年4月28日正式上線開張，成為第一個獲得媒體廣泛注意的線上音樂商店。蘋果電腦的音樂商店讓使用者能購買歌曲，並透過iTunes軟體將歌曲傳輸到iPod中，過程相當簡單容易。雖然有些其他的數位音樂播放器能與iTunes相容，但iPod是目前少數幾款支援iTunes Store的數位音樂播放器之一（還有Motorola的部份行動電話機種）。在iTunes Store上線時，已有約200,000首歌曲可供下載。
iTunes Store在蘋果電腦公司與五家主要的唱片廠牌簽約後開始營運，分別是EMI、环球唱片、華納兄弟、索尼音樂娛樂和贝塔斯曼音乐集团（最後兩家已合併為新力博德曼）。此外，來自超過600家獨立廠牌的歌手在隨後加入，第一個是在2003年7月29日加入的摩比。
商店中提供超過1000萬首歌曲下載，以及來自超過20位歌手的獨家歌曲，包含鮑勃·迪倫、U2、阿姆、布萊·拉森、雪瑞兒·可洛和史汀。每首歌可用0.99美元的價格下載。每首歌都提供免費的30秒歌曲試聽。后来对于超过2分30秒的歌曲改为90秒。大多數的專輯售價為每張9.99美元，某些較長的專輯售價則較高，相反的有些則較低。使用者可以將下載的歌曲傳輸的不限數量的iPod中，並且能將播放列表燒錄成CD。

## 內容目錄
雖然iTunes Store是每週二進行更新，但每天都有新歌曲被加入iTunes的內容目錄中。iTunes Store每週二會推出「Single of the Week」（本週單曲）和「Discovery Download」（新發現下載）的歌曲，提供當週內免費下載。
2005年起，iTunes Store推出尚未上市專輯的預購服務。預購的專輯內會包含實體專輯中沒有的額外歌曲、以及音樂錄影帶。僅有預購者可取得額外的歌曲或影片，在專輯正式發行後，歌曲將會從商店移除。這種類型的專輯也包含了數位小冊子（digital booklet）。第一張使用這種方式預購的專輯是酷玩樂團的《X&Y》。
iTunes Store內也有超過9,000冊的有聲書，使用32 kbit/s的壓縮品質，每本書並提供90秒試聽。這些有聲書是由Audible.com提供。這種檔案格式，和直接向Audible.com註冊並訂閱「iPod格式」相同，不同之處在於使用者無須向Audible.com註冊以取得或訂閱有聲書籍。
iTunes Store缺少某些知名藝人的音樂，例如AC/DC、葛司·布魯克斯、搖滾小子、齊柏林飛船、電台司令、工具樂團和Jethro Tull的歌曲。披頭士的唱片公司蘋果唱片目前正在和蘋果電腦針對「蘋果」的名稱進行法律訴訟。在2006年5月8日，法官做出對蘋果電腦有利的判決，但蘋果唱片表示會繼續上訴。除此之外，該公司的常務董事尼爾·艾斯賓納（Neil Aspinall）宣佈了一項計畫，將會將披頭士所有的歌曲提供給不特定的線上音樂服務，包括部份從來未曝光的作品，己於2010年11月17日開始接受下載。葛司·布魯克斯目前和沃爾瑪簽有合約，他的歌曲只在沃爾瑪獨家銷售。然而，在iTunes Store中還是有披頭四 和齊柏林飛船的簡介。iTunes Store上還是有一些例外的歌曲，包含東尼·雪瑞登和披头士共同發行的專輯、搖滾小子的第一張專輯《Grits Sandwiches For Breakfast》；以及兩首電台司令的歌曲。
在2006年7月25日，iTunes Store加入了金屬製品樂團的所有歌曲（除了他們和舊金山交響樂團合作的專輯，該張專輯在稍後才被加入商店中）。2006年8月29日，聯合公園樂團的所有歌曲終於被加入商店中。此外在不久後的9月5日，巴布·席格與銀彈合唱團加入了他們的經典精選輯。
自2005年8月起，日本的iTunes Store沒有收錄任何由新力音樂發行的歌曲。然而某些藝人（例如佐野元春）試著以個人身分和蘋果電腦簽約。在2005年9月6日，新力宣佈計畫透過iTunes Store銷售歌曲，但卻沒有公佈確切的日期。類似情況也發生在澳洲的iTunes Store，商店中沒有來自新力博德曼公司（Sony BMG）的歌曲，直到2006年1月17日新力和蘋果達成協議為止。
在2004年，CDBaby（一家線上音樂商店，擁有超過10萬名獨立的歌手和藝人）和蘋果電腦簽訂了合約，獲得了在CDBaby上銷售專輯的每位藝人。

## 國際化
初期時僅有持有帳單地址位於美國境內之信用卡的Mac OS X使用者可以利用iTunes Store購買歌曲。隨後微軟Windows系統的iTunes Store在2003年10月16日推出。自2004年開始，iTunes Store陸續在更多國家推出。（以下僅列出部分國家和地區）

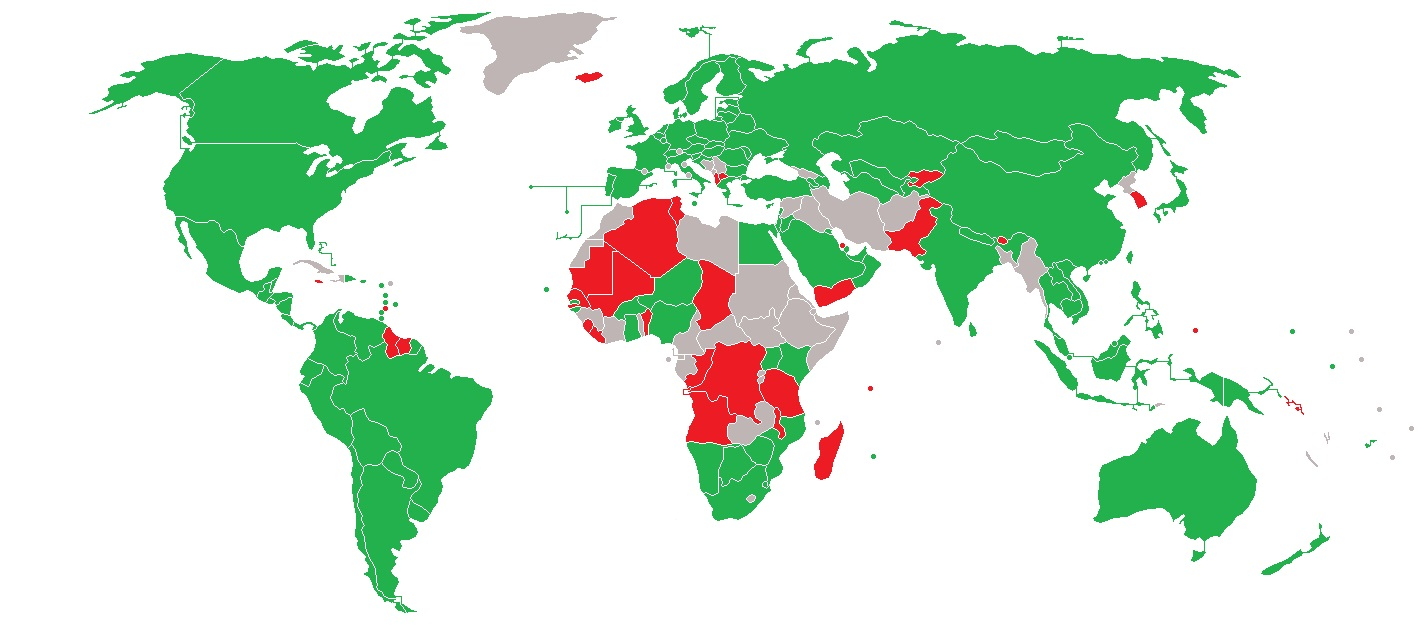
圖為iTunes Store各國服務狀態，綠色為用戶可享受所有服務，紅色為只能享受部分服務。

| 國家、地區 | 內容類型       | 內容類型       | 內容類型   | 內容類型      | 內容類型       | 內容類型 | 內容類型         | 內容類型     | 內容類型 | 內容類型          | 合作公司 | 歌曲售價       |
| 國家、地區 | 音樂           | 音樂錄影帶     | 播客       | 電視節目      | 電影           | 應用程式 | 書籍             | iTunes Match | iTunes U | iTunes Radio      | 合作公司 | 歌曲售價       |
| ---------- | -------------- | -------------- | ---------- | ------------- | -------------- | -------- | ---------------- | ------------ | -------- | ----------------- | -------- | -------------- |
| 美国       | 2003年4月28日  | 是             | 是         | 是            | 是             | 是       | 是               | 是           | 是       | 2016年1月28日取消 | 是       | $0.69 - 1.29   |
| 英国       | 2004年6月15日  | 是             | 是         | 是            | 2008年6月4日   | 是       | 是               | 是           | 是       | 否                | 是       | £0.59 - 0.99   |
| 法國       | 2004年6月15日  | 是             | 是         | 是            | 2009年4月30日  | 是       | 是               | 是           | 是       | 否                | 是       | €0.69 - 1.29   |
| 德国       | 2004年6月15日  | 是             | 是         | 2008年4月2日  | 2009年4月16日  | 是       | 是               | 是           | 是       | 否                | 是       | €0.69 - 1.29   |
| 奥地利     | 2004年10月26日 | 是             | 是         | 否            | 是             | 是       | 是               | 是           | 是       | 否                | 是       | €0.69 - 1.29   |
| 比利时     | 2004年10月26日 | 是             | 是         | 否            | 是             | 是       | 是               | 是           | 是       | 否                | 是       | €0.69 - 1.29   |
| 芬兰       | 2004年10月26日 | 是             | 是         | 否            | 是             | 是       | 是               | 是           | 是       | 否                | 是       | €0.69 - 1.29   |
| 希腊       | 2004年10月26日 | 是             | 是         | 否            | 是             | 是       | 是               | 是           | 是       | 否                | 是       | €0.69 - 1.29   |
| 義大利     | 2004年10月26日 | 是             | 是         | 否            | 是             | 是       | 是               | 是           | 是       | 否                | 是       | €0.69 - 1.29   |
| 盧森堡     | 2004年10月26日 | 是             | 是         | 否            | 是             | 是       | 是               | 是           | 是       | 否                | 是       | €0.69 - 1.29   |
| 荷蘭       | 2004年10月26日 | 是             | 是         | 否            | 2011年9月27日  | 是       | 是               | 是           | 是       | 否                | 是       | €0.69 - 1.29   |
| 葡萄牙     | 2004年10月26日 | 是             | 是         | 否            | 是             | 是       | 是               | 是           | 是       | 否                | 是       | €0.69 - 1.29   |
| 西班牙     | 2004年10月26日 | 是             | 是         | 否            | 是             | 是       | 是               | 是           | 是       | 否                | 是       | €0.69 - 1.29   |
| 加拿大     | 2004年12月3日  | 是             | 是         | 是            | 2008年6月4日   | 是       | 是               | 是           | 是       | 否                | 是       | CA$0.69 - 1.29 |
| 爱尔兰     | 2005年1月6日   | 是             | 是         | 否            | 2009年4月30日  | 是       | 是               | 是           | 是       | 否                | 是       | €0.69 - 1.29   |
| 瑞典       | 2005年5月10日  | 是             | 是         | 否            | 是             | 是       | 是               | 是           | 是       | 否                | 是       | Kr9 - 12       |
| 挪威       | 2005年5月10日  | 是             | 是         | 否            | 是             | 是       | 是               | 是           | 是       | 否                | 是       | Kr8 - 10       |
| 瑞士       | 2005年5月10日  | 是             | 是         | 否            | 是             | 是       | 是               | 是           | 是       | 否                | 是       | CHF1.60 - 2.20 |
| 丹麦       | 2005年5月10日  | 是             | 是         | 否            | 是             | 是       | 是               | 是           | 是       | 否                | 是       | Kr8 - 10       |
| 日本       | 2005年8月4日   | 是             | 是         | 否            | 是             | 是       | 是               | 2014年5月2日 | 是       | 否                | 是       | ¥150 - 250     |
|            | 2005年10月25日 | 2005年10月25日 | 是         | 2008年6月24日 | 2008年8月14日  | 是       | 是               | 是           | 是       | 2016年1月28日取消 | 是       | AU$1.19 - 2.19 |
| 新西兰     | 2005年12月6日  | 是             | 是         | 否            | 2008年8月14日  | 是       | 是               | 是           | 是       | 否                | 是       | NZ$1.79 - 2.39 |
| 墨西哥     | 2009年8月4日   | 是             | 是         | 否            | 2010年11月9日  | 是       | 是               | 是           | 是       | 否                | 是       | MEX$9 - 15     |
| 保加利亚   | 2011年9月29日  | 是             | 是         | 否            | 是             | 是       | 是               | 是           | 是       | 否                | 是       | €0.69 - 1.29   |
| 賽普勒斯   | 2011年9月29日  | 是             | 是         | 否            | 是             | 是       | 是               | 是           | 是       | 否                | 是       | €0.69 - 1.29   |
| 捷克       | 2011年9月29日  | 是             | 是         | 否            | 是             | 是       | 是               | 是           | 是       | 否                | 是       | €0.69 - 1.29   |
| 爱沙尼亚   | 2011年9月29日  | 是             | 是         | 否            | 是             | 是       | 是               | 是           | 是       | 否                | 是       | €0.69 - 1.29   |
| 匈牙利     | 2011年9月29日  | 是             | 是         | 否            | 是             | 是       | 是               | 是           | 是       | 否                | 是       | €0.69 - 1.29   |
| 拉脫維亞   | 2011年9月29日  | 是             | 是         | 否            | 是             | 是       | 是               | 是           | 是       | 否                | 是       | €0.69 - 1.29   |
| 立陶宛     | 2011年9月29日  | 是             | 是         | 否            | 是             | 是       | 是               | 是           | 是       | 否                | 是       | €0.69 - 1.29   |
| 馬爾他     | 2011年9月29日  | 是             | 是         | 否            | 是             | 是       | 是               | 是           | 是       | 否                | 是       | €0.69 - 1.29   |
| 波蘭       | 2011年9月29日  | 是             | 是         | 否            | 是             | 是       | 是               | 是           | 是       | 否                | 是       | €0.69 - 1.29   |
| 羅馬尼亞   | 2011年9月29日  | 是             | 是         | 否            | 否             | 是       | 是               | 是           | 是       | 否                | 是       | €0.69 - 1.29   |
| 斯洛維尼亞 | 2011年9月29日  | 是             | 是         | 否            | 是             | 是       | 是               | 是           | 是       | 否                | 是       | €0.69 - 1.29   |
| 斯洛伐克   | 2011年9月29日  | 是             | 是         | 否            | 是             | 是       | 是               | 是           | 是       | 否                | 是       | €0.69 - 1.29   |
| 阿根廷     | 2011年12月13日 | 是             | 是         | 否            | 2011年12月13日 | 是       | 是               | 是           | 是       | 否                | 是       | $0.69 - 1.29   |
| 巴西       | 2011年12月13日 | 是             | 是         | 否            | 2011年12月13日 | 是       | 是               | 是           | 是       | 否                | 是       | $0.69 - 1.29   |
| 玻利维亚   | 2011年12月13日 | 是             | 是         | 否            | 是             | 是       | 是               | 是           | 是       | 否                | 是       | $0.69 - 1.29   |
| 智利       | 2011年12月13日 | 是             | 是         | 否            | 是             | 是       | 是               | 是           | 是       | 否                | 是       | $0.69 - 1.29   |
| 哥伦比亚   | 2011年12月13日 | 是             | 是         | 否            | 是             | 是       | 是               | 是           | 是       | 否                | 是       | $0.69 - 1.29   |
|            | 2011年12月13日 | 是             | 是         | 否            | 是             | 是       | 是               | 是           | 是       | 否                | 是       | $0.69 - 1.29   |
|            | 2011年12月13日 | 是             | 是         | 否            | 是             | 是       | 是               | 是           | 是       | 否                | 是       | $0.69 - 1.29   |
|            | 2011年12月13日 | 是             | 是         | 否            | 是             | 是       | 是               | 是           | 是       | 否                | 是       | $0.69 - 1.29   |
| 薩爾瓦多   | 2011年12月13日 | 是             | 是         | 否            | 是             | 是       | 是               | 是           | 是       | 否                | 是       | $0.69 - 1.29   |
|            | 2011年12月13日 | 是             | 是         | 否            | 是             | 是       | 是               | 是           | 是       | 否                | 是       | $0.69 - 1.29   |
|            | 2011年12月13日 | 是             | 是         | 否            | 是             | 是       | 是               | 是           | 是       | 否                | 是       | $0.69 - 1.29   |
| 尼加拉瓜   | 2011年12月13日 | 是             | 是         | 否            | 是             | 是       | 是               | 是           | 是       | 否                | 是       | $0.69 - 1.29   |
| 巴拿马     | 2011年12月13日 | 是             | 是         | 否            | 是             | 是       | 是               | 是           | 是       | 否                | 是       | $0.69 - 1.29   |
| 巴拉圭     | 2011年12月13日 | 是             | 是         | 否            | 是             | 是       | 是               | 是           | 是       | 否                | 是       | $0.69 - 1.29   |
| 秘魯       | 2011年12月13日 | 是             | 是         | 否            | 是             | 是       | 是               | 是           | 是       | 否                | 是       | $0.69 - 1.29   |
| 委內瑞拉   | 2011年12月13日 | 是             | 是         | 否            | 是             | 是       | 是               | 是           | 是       | 否                | 是       | $0.69 - 1.29   |
|            | 2012年6月27日  | 是             | 是         | 否            | 是             | 是       | 仅限公共领域图书 | 是           | 是       | 否                | 是       | $0.69 - 1.29   |
| 柬埔寨     | 2012年6月27日  | 是             | 是         | 否            | 是             | 是       | 仅限公共领域图书 | 是           | 是       | 否                | 是       | $0.69 - 1.29   |
| 香港       | 2012年6月27日  | 是             | 是         | 否            | 是             | 是       | 仅限公共领域图书 | 是           | 是       | 否                | 是       | HK$5 - 8       |
|            | 2012年6月27日  | 是             | 是         | 否            | 是             | 是       | 仅限公共领域图书 | 是           | 是       | 否                | 是       | $0.69 - 1.29   |
| 澳門       | 2012年6月27日  | 是             | 是         | 否            | 是             | 是       | 仅限公共领域图书 | 是           | 是       | 否                | 是       | $0.69 - 1.29   |
| 马来西亚   | 2012年6月27日  | 是             | 是         | 否            | 是             | 是       | 仅限公共领域图书 | 是           | 是       | 否                | 是       | $0.69 - 1.29   |
| 菲律賓     | 2012年6月27日  | 是             | 是         | 否            | 是             | 是       | 仅限公共领域图书 | 是           | 是       | 否                | 是       | $0.69 - 1.29   |
| 新加坡     | 2012年6月27日  | 是             | 是         | 否            | 是             | 是       | 仅限公共领域图书 | 是           | 是       | 否                | 是       | S$0.98 - 1.48  |
| 斯里蘭卡   | 2012年6月27日  | 是             | 是         | 否            | 是             | 是       | 仅限公共领域图书 | 是           | 是       | 否                | 是       | $0.69 - 1.29   |
| 臺灣       | 2012年6月27日  | 是             | 是         | 否            | 是             | 是       | 仅限公共领域图书 | 是           | 是       | 否                | 是       | NT$15 - 30     |
| 泰國       | 2012年6月27日  | 是             | 是         | 否            | 是             | 是       | 仅限公共领域图书 | 是           | 是       | 否                | 是       | $0.69 - 1.29   |
| 越南       | 2012年6月27日  | 是             | 是         | 否            | 是             | 是       | 仅限公共领域图书 | 是           | 是       | 否                | 是       | $0.69 - 1.29   |
| 中国大陆   | 否             | 否             | 仅免费播客 | 否            | 否             | 是       | 否               | 否           | 否       | 否                | 是       | 不適用         |
|            | 否             | 否             | 是         | 否            | 否             | 是       | 仅限公共领域图书 | 否           | 是       | 否                | 是       | 不適用         |

### 支付方式
目前绝大多数的国家的iTunes Store可使用信用卡（即Visa、万事达卡和美国运通）及礼品卡充值（如果可用）付款。某些国家则会使用其他的付款方式（例如美国商店可使用Paypal和发现卡，中国大陆可使用银联借记卡、支付宝、微信支付直接绑定支付，2014年11月下旬起执行），以适应各国国情。
货币方面，最初各国的iTunes Store的货币为美元，随后世界各大国家的iTunes Store改用当地货币结算。目前绝大多数的发达国家和少数发展中国家均使用当地货币，在所有发达国家中，韩国仍在使用美元结算而非韩元，原因可能与币值低有关。

## 中国区审查
2013年4月，《每日电讯报》及《金融时报》有报道称，苹果公司为了“取悦”中华人民共和国政府，主动从iTunes Store中国区中取消了一个网络应用程序“经典书城”，而这款软件可以让读者看到一些被中国政府禁止的10本书。而就在此前，苹果公司首席执行官蒂姆·库克向中国顾客就苹果公司的售后服务作出道歉。此前，苹果受到中国大陆媒体长达数日的尖锐批评，称苹果的售后服务“内外有别”等。美国自由亚洲电台分析认为，此次官方围剿苹果公司，更可能是向苹果施加压力，目的在于推动苹果与中国官方合作，将中国区的苹果应用市场推广“备案”制度，将其纳入中国官方的审查监管大网。在本次事件发生前，香港独立时政杂志《陽光時務週刊》，在中国区原有iPad客户端，大陆用户可自由下载购买，但有部门要求苹果将其下架，苹果随后照办。
2016年4月，iTunes Store的电影服务在进入中国6个月后被中国国家新闻出版广电总局要求关闭，同时被关闭的还有iBooks的中国区商店。